# Les Sommets du cinéma d'animation
 (mars 2025).
Les Sommets du cinéma d’animation, créé en 2002, sont un festival annuel consacré au cinéma d'animation sous toutes ses formes, englobant aussi bien le patrimoine que les nouveaux médias. Organisé par la Cinémathèque québécoise, ils se tiennent chaque année à Montréal.

## Historique
Consistant initialement en une projection des meilleurs courts métrages d’animation internationaux de l’année, c’est en 2008 que l’événement devient un véritable festival d’animation non compétitif, cherchant à favoriser les rencontres entre les artistes et le public. Des activités sont organisées en parallèle, telles que des expositions, des ateliers et conférences, des rétrospectives… Le festival devient officiellement compétitif en 2011.
Les Sommets du cinéma d’animation ont la particularité de se dérouler de 2002 à 2014 dans deux villes, sur trois jours : à la Cinémathèque québécoise à Montréal, ainsi qu’au Musée de la civilisation à Québec. Depuis 2015, ils se déroulent cependant seulement à Montréal et durent cinq jours et passent à six jours en 2019.
Les Sommets du cinéma d'animation changent de formule en 2022. Le volet compétitif du festival est désormais uniquement dédié aux films canadiens. Les films internationaux sont projetés hors-compétition,.

## Prix officiels
- Prix du public (depuis 2008).
- Grand Prix Guy-L.-Coté pour le Meilleur Film d'Animation. Anciennement « Grand Prix des Sommets » (2011-2022). Auparavant compétition internationale, est une compétition nationale depuis 2022.
- Prix spécial du Jury - École NAD-UQAC. Anciennement Prix spécial du jury (2011-2022).
- Grand Prix Raoul-Barré pour le Meilleur film étudiant canadien. Anciennement «Prix du meilleur film étudiant (2018-2022)», « Prix Framestore de la compétition internationale étudiante » (2013-2017) et  « Prix du meilleur film d’animation étudiant » (avant 2013). Auparavant compétition internationale, est une compétition nationale depuis 2022. À la suite d'un partenariat entre le festival et la Fondation Raoul-Barré en 2023, le prix est renommé pour honorer le cinéaste québécois, et est désormais accompagné d'une bourse monétaire[7].
- Prix René-Jodoin (depuis 2015). Vise à récompenser le travail et l'engagement d'une personnalité de l’animation canadienne.
- Prix du concours de pitches (depuis 2019).
- Prix du meilleur film éducatif ou de commande (depuis 2022).
- Prix du meilleur vidéoclip (depuis 2022).
- Prix du meilleur personnage (depuis 2022).
- Prix Guy-L. Coté pour le meilleur film canadien d'animation (2013-2022).
- Prix spécial École NAD-UQAC pour le meilleur film d’animation étudiant canadien (2017-2022). Anciennement « Prix spécial École NAD » (2017-2018).
- Prix de la compétition internationale des films très courts (2016-2022)
- Prix coup de cœur des petits sommets (2019-2020)

## Palmarès

### Compétition internationale et canadienne (2011-2020)
|                 | Jury | Grand Prix des sommets - École NAD Grand Prix des Sommets                                               | Prix spécial du jury                                   | Prix Guy-L. Coté pour le meilleur film canadien d'animation             | Prix Caisse de la culture pour le meilleur très court métrage Prix de la compétition internationale des films très courts | Mention |
| --------------- | --- | --- | ------------------------------------------------------ | ----------------------------------------------------------------------- | --- | --- |
| Édition de 2011 | - Nicolas Brault, cinéaste - Helen Faradji, critique de cinéma - Gerd Gockell, enseignant et cinéaste | Blanche Fraise de Frédérick Tremblay                                                                    | It's Such a Beautiful Day de Don Hertzfeldt            |                                                                         | | Kapitän Hu de Basil Vogt |
| Édition de 2012 | - Jo-Anne Blouin, programmatrice et directrice du Festival international du film pour enfants de Montréal - Patrick Doyon (en), cinéaste - Philippe Moins, programmateur et codirecteur du Festival Anima                                    | Oh Willy... de Emma de Swaef et Marc James Roels                                                        | Double Fikret de Haiyang Wang                          |                                                                         | | |
| Édition de 2013 | - Michèle Lemieux, illustratrice, enseignante à l'École de design de l'UQAM et cinéaste - Brian Meacham, directeur des archives et collections spéciales au Yale Study Film Center - Ségolène Roederer, directrice générale de Québec Cinéma | Trespass de Paul Wenninger                                                                              | Padre de Santiago « Bou » Grasso                       | Le courant faible de la rivière de Joël Vaudreuil                       | | Autour du lac de Noémie Marsily et Carl Roosens |
| Édition de 2014 | - Bruce Alcock (en), cinéaste d'animation et production - Mélissa Bouchard, programmatrice, Regard sur le court métrage - Sarah Van Den Boom, cinéaste                                                                                       | Hipopotamy de Piotr Dumała                                                                              | Isle of Seals d'Edmunds Jansons                        | Tu ressembles à moi / You Look Like Me de Pierre Hébert et René Lussier | | Jutra de Marie-Josée Saint-Pierre |
| Édition de 2015 | - Anca Damian, cinéaste et productrice - Martin Faucher - Akira Yamaguchi, fondatrice de l’entreprise de conseil en animation Sun Bridge | Le Repas dominical de Céline Devaux                                                                     | Le Repas dominical de Céline Devaux                    | Autos Portraits (en) de Claude Cloutier                                 | | - Internationale : - Chad Gayda de Nina Paley et Theodore Gray - Le Roi des aulnes (Erlkönig) de Georges Schwizgebel - Canadienne : Sonámbulo de Theodore Ushev |
| Édition de 2016 | - Philippe Arseneau Bussières, cinéaste d'animation et directeur artistique - Jacques Drouin - Matthieu Dugal - Madi Piller, cinéaste et commissaire - Nicole Robert                                                                         | It Would Piss Me Off to Die So Yoooooung... (Chatear-me-ia morrer tão joveeeeem...) de Filipe Abranches | Wednesday with Goddard de Nicolas Ménard               | J'aime les filles de Diane Obomsawin                                    | Stems d'Ainslie Henderson                                                                                                 | - Jukai de Gabrielle Lissot - 4min15 au révélateur de Moïa Jobin-Paré                                                                                           |
| Édition de 2017 | - Caroline Dhavernas - Jean-Luc Delhougne - Pierre-Luc Granjon - François Lévesque - Janet Perlman | World of Tomorrow Episode Two: The Burden of Other People’s Thoughts de Don Hertzfeldt                  | Nachsaison de Daniela Leitner                          | Toutes les poupées ne pleurent pas de Frédérick Tremblay                | Persistence of Vision III d’Ismael Sanz-Pena                                                                              | - Internationale : Morning Cowboy de Fernando Pomares - Canadienne : Tesla : lumière mondiale de Matthew Rankin                                                 |
| Édition de 2018 | - Charlotte Aubin - Olivier Bilodeau - Isabelle Favez - Janice Nadeau - Paul Wenninger | Per tutta la vita de Roberto Catani                                                                     | Raymonde ou l'invasion verticale de Sarah Van Den Boom | Le Sujet de Patrick Bouchard                                            | Waaah de Sawako Kabuki | - Internationale : Demonstration of Brilliance in Four Acts de Lucija Mrzljak et Morten Tšinakov - Canadienne : Mais un oiseau ne chantait pas de Pierre Hébert |
| Édition de 2019 | - Rupert Bottenberg - Eva Cvijanovic - Dahee Jeong - Xavier Kawa-Topor - Charles-André Vincelette | L'Heure de l'ours d'Agnès Patron                                                                        | Nuit chérie de Lia Bertels                             | Physique de la tristesse de Theodore Ushev                              | Wind de Dana Sink | Le mal du siècle de Catherine Lepage |
| Édition de 2020 | Benoît Berthe-Siward Boum (Samantha Leriche-Gionet) Philippe Brach | Souvenir souvenir de Bastien Dubois                                                                     | Awkward de Nata Metlukh                                | Hot Flash de Thea Hollatz                                               | Attention au loup ! de Nicolas Bianco Levrin                                                                              | Internationale : Écorce de Samuel Patthey et Silvain Monney Canadienne : Hide de Daniel Gray                                                                    |

### Compétition canadienne (depuis 2022)
|                 | Jury                                                                                    | Grand Prix Guy-L.-Coté pour le Meilleur Film d'Animation             | Prix spécial du Jury - École NAD-UQAC                 | Prix du meilleur film éducatif ou de commande                                                   | Prix du meilleur vidéoclip                                                                       | Prix du meilleur personnage                                                  | Mention Spéciale de la Compétition canadienne |
| --------------- | --------------------------------------------------------------------------------------- | -------------------------------------------------------------------- | ----------------------------------------------------- | ----------------------------------------------------------------------------------------------- | ------------------------------------------------------------------------------------------------ | ---------------------------------------------------------------------------- | --------------------------------------------- |
| Édition de 2022 | - Shira Avni - Pixie Cram - Jean-Charles Mbotti Malolo - Olivier Morin - Marya Zarif    | Angakuksajaujuq - The Shaman's Apprentice de Zacharias Kunuk         | Meneath, The Hidden Island of Ethics de Terril Calder | Caresses Magiques (Masturbation: La Petite Histoire d'un Grand Tabou) de Lori Malépart-Traversy | Vert - Harmionium Symphonique de Vince Huturbise, Marciella Grimaux et Gabriel Poirier-Galarneau | Louisiane Gervais dans Pas de Titre d'Alexandra Myotte                       |                                               |
| Édition de 2023 | Jason Béliveau Ileana Dana Darie Julia Rosenberg Delphine Selles-Alvarez Joël Vaudreuil | Retour à Hairy Hill de Daniel Gies                                   | Two One Two de Shira Avni                             | OIAF 2022 Signal Film de Winston Hacking                                                        | PLOMB de Maude Arès                                                                              | Madeleine de Raquel Sancinetti                                               | A Bear Named Jesus de Terril Calder           |
| Édition de 2024 | Lillian Chan Francis Desharnais Matt Kaszanek Emily Paige Julie Charette                | Un Trou dans la Poitrine de Jean-Sébastien Hamel et Alexandra Myotte | Mémoire Entropique de Nicolas Brault                  | Federal Owl Commission de Matthew Rankin                                                        | Avec pas d'casque - Flammes de Feu par Joël Vaudreuil                                            | La Fleur dans Les Fleurs Sauvages de Rodolphe Saint Gelais et Thierry Sirois | Les Gens dans l'Armoire de Dahee Jeong        |
| Édition de 2025 | Olivier Bertrand Thomas Corriveau John Harbour Brigitte Henry Monique Simard            | Hairy Legs deAndrea Dorfman                                          | Ibuka, Justice de Justice Rutikara                    | Rêve ton futur - Ken & Ritzz de Marianne Lavergne                                               | Nap Eyes - Dark Mystery Enigma Bird de Jordan Minkoff                                            | Dove dans Inkwo for when the Starving Returns de Amanda Strong               | Bloody Mess de Megan Wennberg                 |

### Compétition étudiante internationale et nationale (2013-2020)
|                 | Jury | Prix étudiant Prix Framestore de la compétition internationale étudiante Prix du meilleur film d’animation étudiant | Mention                                                                       | Prix spécial École NAD Prix spécial École NAD-UQAC                                                                |
| --------------- | --- | --- | ----------------------------------------------------------------------------- | --- |
| Édition de 2013 | - Carol-Ann Belzil Normand, diplômée, Baccalauréat en art et science de l'animation de l’Université Laval - Maude Arès-Blouin, étudiante de l'École de design de l'UQAM - Rebecca St John, diplômée, Département d’animation, École de cinéma Mel-Hoppenheim, Université Concordia | Plug & Play de Michael Frei                                                                                         | But Milk Is Important d'Eirik Grønmo Bjørnsen et Anna Mantzaris               | |
| Édition de 2014 | - Hamish Lambert, diplômé, Département d'animation, École Mel Hoppenheim, Université Concordia - Camille Monette-Dubeau, étudiante de l'École de design de l'UQAM - Martin Paré, diplômé, Baccalauréat en art et science de l'animation de l’Université Laval                      | Look Ring Chop Drink de Nicolas Ménard                                                                              | Ab Ovo d’Anita Kwiatkowska-Naqvi                                              | |
| Édition de 2015 | - Ganesh Baron Aloir, étudiant de l'École de design de l'UQAM - Nour Ouayda, étudiante au Département d'histoire de l'art et d'études cinématographiques, Université de Montréal - Louis Roy, diplômé, Département d'animation, École Mel Hoppenheim, Université Concordia         | Ivan's Need de Veronica L. Montano, Manuela Leuenberger, Lukas Suter                                                | Going Through the Motions de Alan Jennings                                    | |
| Édition de 2016 | - Alex Chocron, étudiant de l'École de design de l'UQAM - Charles Lavoie, diplômé, Département d'animation, École Mel Hoppenheim, Université Concordia - Juliette Léonard, diplômée, Département d'histoire de l'art et d'études cinématographiques, Université de Montréal        | In Other Words (במילים אחרות) de Tal Kantor                                                                         | How Are You Today? de Sophie Markatatos                                       | |
| Édition de 2017 | Philippe Bouchard Cholette Fanny Huard Brenda Lopez | Travelogue Tel Aviv de Samuel Patthey                                                                               | La Table d’Eugène Boitsov                                                     | The Hoopoe and the Owl de Narges Haghighat                                                                        |
| Édition de 2018 | Rachel Leblanc Audrey Malo Adele Vendette | Garage rouge de Max Litvinov                                                                                        | Hedge d'Amanda Bonaiuto A Love Letter to the One I Made Up de Rachel Gutgarts | Out of Touch de Arash Akhgari                                                                                     |
| Édition de 2019 | Étienne Déniger Mélissa Rousseau Anne Xiulan Côté | Bacchus de Rikke Planeta                                                                                            | La Ballade de l'autre elle d'Ambre Gaultier                                   | I Want a Sun in My Pocket de Laui Laessa                                                                          |
| Édition de 2020 | Lysandre Chartrand Mikaëla Daoust Florence Panneton | Ciervo de Pilar Garcia-Fernandezsesma                                                                               | Night Shift de Linda Stüre                                                    | Prey de Oh Deer Studios (Sheridan College) Mention spéciale : Au placard de Vivien Forsans (Université Concordia) |

### Compétition étudiante nationale (depuis 2022)
|                 | Jury                                                                                    | Prix du meilleur film étudiant (2022) Grand Prix Raoul-Barré pour le Meilleur film étudiant canadien (depuis 2023) | Mention                                                                     |
| --------------- | --------------------------------------------------------------------------------------- | --- | --------------------------------------------------------------------------- |
| Édition de 2022 | - Ilena Dana Darie Erwan Davisseau Michel Murray                                        | Sound Lab de Nicolas Bertrand (UQAM)                                                                               | Deuxième Prénom de Vivien Forsans (Université Concordia)                    |
| Édition 2023    | Jason Béliveau Ileana Dana Darie Julia Rosenberg Delphine Selles-Alvarez Joël Vaudreuil | Bedroom People de Vivien Forsans (Université Concordia)                                                            |                                                                             |
| Édition de 2024 | Lillian Chan Francis Desharnais Matt Kaszanek Emily Paige Julie Charette                | Le Clan de l'Ours de Laurie Fillon, Ariel Moreau et Tommy Leblanc (Université Laval)                               | Zhivachka de Liz Adler (OCAD University)                                    |
| Édition de 2025 | Olivier Bertrand Thomas Corriveau John Harbour Brigitte Henry Monique Simard            | Hope in the Tundra de Jesu Medina (Université Concordia)                                                           | Voies de Passage de Geneviève Tremblay et Milla Cummings (Université Laval) |

### Compétition du jury jeunesse (depuis 2025)
|                 | Jury                                                                                       | Meilleur Film               | Meilleur personnage                       | Prix du public                      |
| --------------- | ------------------------------------------------------------------------------------------ | --------------------------- | ----------------------------------------- | ----------------------------------- |
| Édition de 2025 | Olivia Alves da Cunha Frida Driscoll Victor Grenier Rémi Hayward-Trouvé Eliot Shaw Legault | Tête en l'air de Rémi Durin | Alphonse dans Tête en l'air de Rémi Durin | Une Guitare à la Mer de Sophie Roze |

### Autres informations
|                 | Signataire du visuel                                 | Prix du public                                                                                     | Prix René-Jodoin                                                                | Prix du concours de pitches                                                                                          | Prix coup de cœur des petits Sommets |
| --------------- | ---------------------------------------------------- | -------------------------------------------------------------------------------------------------- | ------------------------------------------------------------------------------- | --- | ------------------------------------ |
| Édition de 2008 | Malcolm Sutherland                                   | Skhizein de Jérémy Clapin                                                                          |                                                                                 | |                                      |
| Édition de 2009 | Claude Cloutier                                      | Madagascar, carnet de voyage de Bastien Dubois                                                     |                                                                                 | |                                      |
| Édition de 2010 | Francis Desharnais                                   | The External World de David OReilly                                                                |                                                                                 | |                                      |
| Édition de 2011 | Fluorescent Hill                                     | It's Such a Beautiful Day de Don Hertzfeldt                                                        |                                                                                 | |                                      |
| Édition de 2012 | Patrick Doyon                                        | Oh Willy... de Emma de Swaef et Marc James Roels                                                   |                                                                                 | |                                      |
| Édition de 2013 | Nicolas Ménard                                       | Boles de Špela Čadež                                                                               |                                                                                 | |                                      |
| Édition de 2014 | Carol-Ann Belzil Normand                             | Fugue pour violoncelle, trompette et paysage (Fuga na wiolonczelę, trąbkę i pejzaż) de Jerzy Kucia |                                                                                 | |                                      |
| Édition de 2015 | Félix Dufour-Laperrière                              | Le Repas dominical de Céline Devaux                                                                | Marcy Page (en) (productrice retraitée du studio d'animation anglais de l'ONF). | |                                      |
| Édition de 2016 | Pierre Hébert                                        | Wednesday with Goddard de Nicolas Ménard                                                           | Steven Woloshen (cinéaste indépendant)                                          | |                                      |
| Édition de 2017 | Brandon Blommaert                                    | Toutes les poupées ne pleurent pas de Frédérick Tremblay                                           | Jean-Philippe Fauteux                                                           | |                                      |
| Édition de 2018 | Raymond Caplin                                       | Raymonde ou l'invasion verticale de Sarah Van Den Boom                                             | Robert Marcel Lepage                                                            | |                                      |
| Édition de 2019 | Martine Frossard                                     | Le Mal du siècle de Catherine Lepage                                                               | Francine Desbiens                                                               | Max Vannienschoot pour le projet « O » Mention : Maud J. Christiane pour le projet « Les Fines Disparitions »        | The Kite de Martin Smatana           |
| Édition de 2020 | Patrick Bouchard                                     | Mauvaises herbes de Claude Cloutier                                                                | Martine Chartrand (réalisatrice et artiste visuelle)                            | Max Woodward pour le projet « A Night for the dogs » Mention spéciale : Marielle Dalpé pour « Aphasie »              | L'odyssée de Choum de Julien Bisaro  |
| Édition de 2022 | Diane Obomsawim                                      | Triangle Noir de Marie-Noëlle Moreau Robidas                                                       | Chris Robinson                                                                  | Rui Ting Ji pour «Moving On Moving Forward»                                                                          |                                      |
| Édition de 2023 | Sylvie Trouvé et Dale Hayward du studio See Creature | Madeleine de Raquel Sancinetti                                                                     | Normand Roger                                                                   | Vivien Forsans pour «Don Juan aux Enfers» Mention Spéciale: Vincent Bilodeau pour «Treize Ados»                      |                                      |
| Édition de 2024 | Daniel Gies et Emily Paige du studio E.D Films       | Elon Vs Mark de Hubert Lapointe                                                                    | Pierre Hébert                                                                   | Jenna Marks pour «Salted» Mention Spéciale: Laurence Thérien pour «Hors-Piste»                                       |                                      |
| Édition de 2025 | Rachel Samson                                        | Ibuka, Justice de Justice Rutikara                                                                 | La Bande Vidéo                                                                  | Charlie Galea McClure pour A House Between Dead and Sleeping Mention Spéciale: Sydnie Baynes pour Welcome to A.N.N.A |                                      |

## Prix René-Jodoin
Le Prix René-Jodoin, créé par les Sommets du cinéma d’animation et la Cinémathèque québécoise en 2015, récompense « une personnalité marquante, influente et engagée de l’animation canadienne »,:
- 2015 : Marcy Page (en)
- 2016 : Steven Woloshen
- 2017 : Jean-Philippe Fauteux
- 2018 : Robert Marcel Lepage
- 2019 : Francine Desbiens
- 2020 : Martine Chartrand[16]
- 2022: Chris Robinson
- 2023: Normand Roger[17]
- 2024: Pierre Hébert
- 2025 : La Bande Vidéo[18]